# Bogoslovni vestnik
Bogoslovni vestnik (sloven. »Bogoslovski vjesnik«, lat. Ephemerides theologicae, eng. Theological Quarterly), slovenski teološki i religiološki znanstveni časopis u izdanju Teološkog fakulteta u Ljubljani i najstariji slovenski časopis iz područja humanističkih znanosti. Izlazi od 1921., sa stankom između 1945. i 1964. zbog cenzure komunističkog režima. Svi brojevi časopisa dostupni su na internetu u slobodnu pristupu. Osim na slovenskom, objavljuje radove i na engleskom, latinskom, francuskom, njemačkom i talijanskom jeziku. Indeksira se u bazi podataka »Religious and Theological Abstracts«. Trenutni glavni urednik je Robert Petkovšek.

## Vanjske poveznice
- Bogoslovni vestnik u zbirci znanstvenih časopisa Scimago
- Službeno mrežno mjesto časopisa na službenim stranicama Teološkog fakulteta u Ljubljani